# Li Shui
Il Li Shui o Lishui (澧水S, Lǐ ShuǐP), lett. «fiume Li», è un fiume nel nord-ovest della provincia cinese di Hunan. È uno dei principali immissari del lago Dongting (Dongting Hu), che a sua volta defluisce nello Yangtze.
La sua sorgente principale si trova nel nord della contea di Sangzhi di Zhangjiajie. Scorre attraverso le contee di Cili, Shimen, Li, Jinshi e Anxiang.
La sua lunghezza totale è di 388 km, il suo bacino idrografico di 18500 chilometri quadrati.